# دوشیزه انگلستان اول
دوشیزه انگلستان اول (به انگلیسی: Miss England I) یک کشتی است که طول آن ۲۷ فوت ۶ اینچ (۸٫۳۸ متر) می‌باشد. این کشتی در سال ۱۹۲۸ ساخته شد.